# Wangay Dorji
Wangay Dorji (Thimphu, 9 januari 1974) is een Bhutaans voormalig voetballer. Hij speelde bij voorkeur als aanvaller.
Dorji was aanvoerder van het nationale elftal van Bhutan en was topscorer aller tijden met 5 goals.

## Carrière
Dorji maakte drie doelpunten in een wedstrijd van Bhutan tegen Montserrat. Deze wedstrijd tussen de twee laagst geklasseerde landen op de FIFA-wereldranglijst werd tegelijkertijd gespeeld met de finale van het WK voetbal 2002 en was het onderwerp van de documentaire The Other Final.